# Apan
Apan – miasto w Meksyku, w stanie Hidalgo.